# Złote dzieci
Złote dzieci (niem. Die Goldkinder) – baśń opublikowana przez  braci Grimm w 1812 roku w zbiorze ich  Baśni (tom 1, nr 85).

## Treść[1]
Rybak złapał złotą rybkę. Ta przemówiła do niego ludzkim głosem. W zamian za uwolnienie obiecała przemienić jego chatkę w zamek. W zamku miała znajdować się szafa zawsze pełna jedzenia, tak że rybak nigdy już nie zaznawałby głodu. Rybak zgodził się i wypuścił rybkę. Ta przestrzegła go by nikomu nie zdradzał skąd ma ten zamek, inaczej wszystko straci. 
Kiedy wrócił do domu zastał wszystko tak jak mówiła rybka. Jednak żona rybaka bardzo chciała się dopowiedzieć skąd rybak to ma. W końcu zniecierpliwiony jej pytaniami powiedział jej prawdę i zamek zniknął. 
Wówczas rybak ponownie udał się nad wodę i ponownie złapał tę samą rybkę. Ta w zamian za uwolnienie ponownie ofiarowała mu taki sam zamek. Tak jak poprzednim razem żona nalegała, by powiedział skąd to ma, dodając, że woli stracić wszystko niż nie wiedzieć skąd się wzięło to bogactwo. Rybak znów opowiedział jej prawdę i znów wszystko stracili. 
Wtedy rybak ponownie udał się na połów i znów złapał tę samą rybkę. Rybka dochodząc do wniosku, że przeznaczone jej jest wpaść w ręce rybaka już nie prosiła o uwolnienie. Poradziła mu jednak, aby zabrał ją do domu i pokroił na sześć kawałków. Dwa z nich miał dać do zjedzenia żonie, dwa kobyłce, a pozostałe dwa zakopał w ogrodzie. Rybka zapewniła, że przyniesie mu to szczęście. Po jakimś czasie jego żona urodziła dwoje złotych dzieci, kobyłka dwa złote źrebaki, a w ogrodzie wyrosły dwie złote lilie.
Kiedy chłopcy dorośli postanowili udać się w świat na złotych koniach. Poinformowali ojca, że po kształcie lilii pozna czy wszystko u nich dobrze. Jeśli lilie zwiędną, to znaczy, że oni też chorują albo umarli. 
Na początku podróży dwaj złoci chłopcy zatrzymali się w karczmie, gdzie stali się obiektem kpin. Wówczas jeden z nich zdecydował się powrócić do ojca. Drugi postanowił kontynuować podróż. Kiedy miał wjechać w ciemny las, miejscowi ostrzegli go przed zbójnikami, którzy widząc złotego człowieka na złotym koniu mogą go zamordować, dla tego złota. Wówczas chłopiec zarzucił na siebie i konia skórę niedźwiedzia, tak, że zbóje uznali, że to biedak i dali mu spokój. 
Po przejechaniu przez las chłopak dojechał do wioski, gdzie mieszkała piękna dziewczyna. Chłopak zakochał się od pierwszego wejrzenia i poprosił o rękę. Dziewczyna przyjęła oświadczyny. Jej ojciec początkowo się sprzeciwiał sądząc, że to jakiś żebrak. Jednak gdy przekonał się, że chłopak i jego koń są ze złota, przestał się sprzeciwiać.
Po ślubie złoty chłopiec udał się na polowanie na jelenia. W pogoni za jeleniem trafił do chatki złej czarownicy. Ta udając, że chce wskazać mu drogę gdzie uciekł jeleń, dotknęła go różdżką i zamieniła w kamień.
Tymczasem jego brat przebywający w domu, spostrzegł, że jedna z lilii  znacznie uschła. Zrozumiawszy, że jego brat ma kłopoty, wyruszył na pomoc. Trafił do tej samej chatki czarownicy, jednak w odróżnieniu od brata nie pozwolił jej się do siebie zbliżyć. Grożąc, że ją zastrzeli, zmusił do odczarowania brata.  
Potem odczarowany brat wrócił do swojej żony, a drugi wrócił do swego ojca.